# Бранко Чопич
Бранко Чопич (1915—1984) — югославський письменник та поет, лауреат різноманітних премій.

## Біографія
Народився Бранко в сім'ї боснійських сербів 1 січня 1915 року в селі Хашані.
В чотири роки батько хлопчика, що тривалий час воював у складі австро-угорської армії помирає від «іспанки», і він починає жити разом з молодшим братом, сестрою, матір'ю Софією, рідним батьком братом Ніджо та дідом Радою. Дядько любив оповідати племіннику народні казки та оповідки, а також співати пісні, розвиваючи таким чином у племінника інтерес до літератури.

## Навчання та перші сходинки в кар'єрі
Початкову школу Бранко закінчує у рідному селі, після чого переходить на навчання до гімназії в місті Біхаче. Після її закінчення продовжує свою освіту в Учительській школі Баня-Луки, звідки був на четвертому курсі навчання відрахований за читання забороненої літератури. Після нетривалого навчання в Сараєво, де його також відрахували, Чопичу нарешті вдається закінчити навчання в Учительській школі Карловаца. Далі майбутній письменник вступає до Белградського університету на філософський факультет, навчання в якому закінчує 1940 року.

## Друга світова війна і партизанство
Під час Другої світової війни Бранко Чопич, разом з друзями був у студентському батальйоні Королівства Югославії, що базувався в Мариборі, а після розпуску армії повернувся додому, де став активним партизаном та учасником національно-визвольного руху, та разом з другом Скендером Куленовичем працював кореспондентом.
Після закінчення війни повернувся до Белграду, де і провів своє життя.

## Творча діяльність

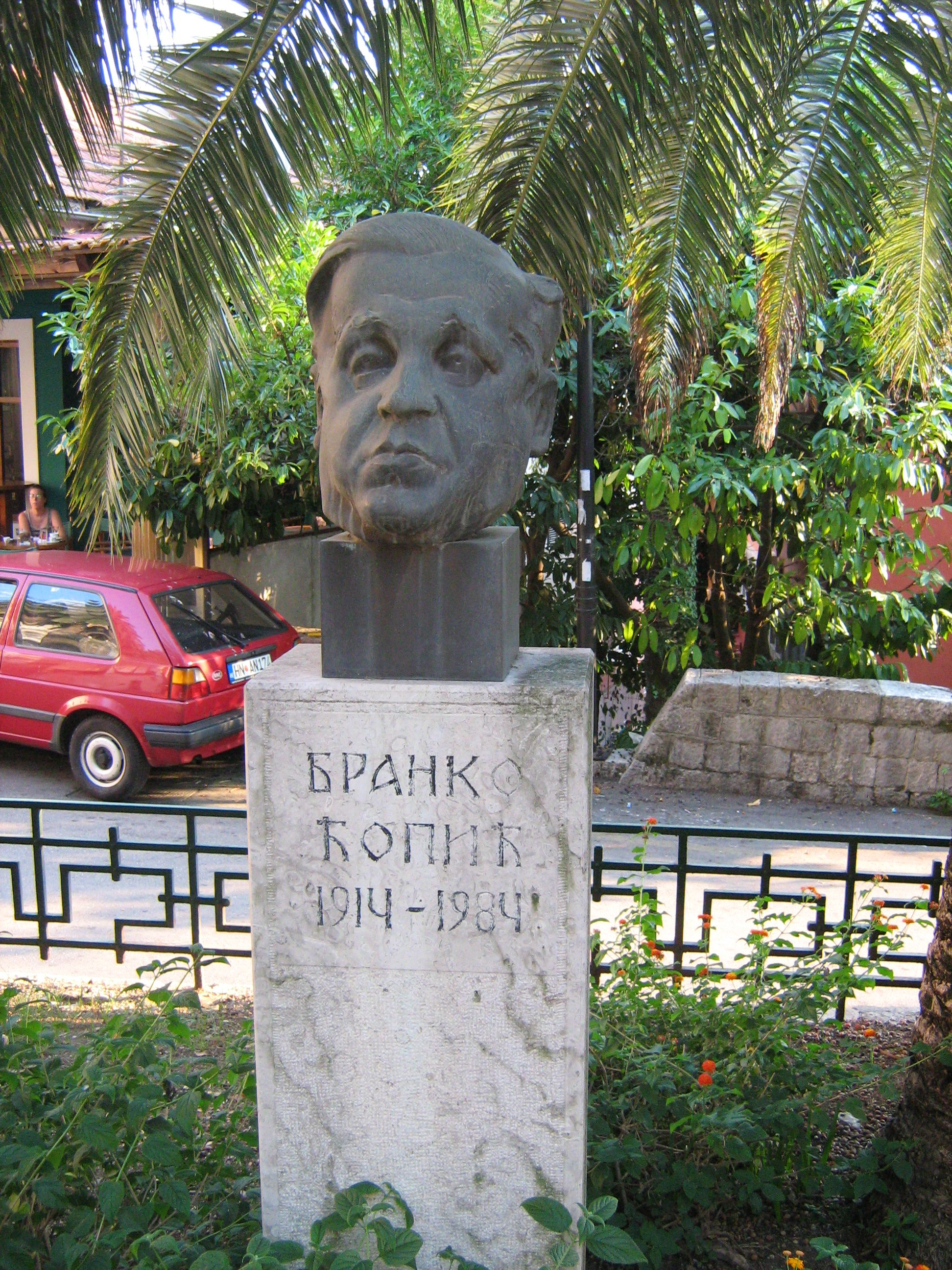
Пам'ятник письменнику та поету в Чорногорії

Друкуватися Бранко почав ще 1928 року, під час навчання вийшла перша його публікація в журналі «Венац». Через рік він вже друкується в «Політиці», де має авторську колонку «Політика в інтересах дітей», в якій опублікував 126 різних статей. 1939 року ці старання відзначені премією імені Мілана Ракича.
В післявоєнний період Бранко працює головним редактором газети для дітей «Піонір» та паралельно займається письменницькою діяльністю.
1950 року виходить «Єретична притча», що була особисто розкритикована Йосипом Броз Тіто.
1958 року за найкращий роман сербською мовою «Не сумуй, бронзовий сторож» отримав від журналу престижну «Нінову нагороду».

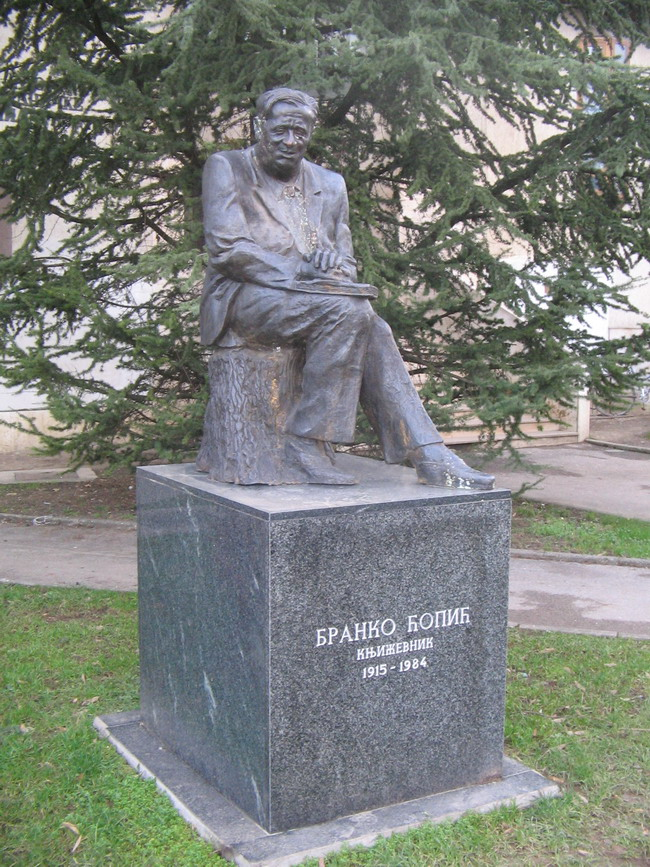
Пам'ятник Бранко Чопичу в Баня-Луці

16 грудня 1965 року став членом-кореспондентом відділу культури та мови Сербської академії науки та мистецтва.
7 березня 1968 року він отримав звання академіка.
Наприкінці життя у письменника був депресивний стан, що призвів до самогубства літературного митця 26 березня 1984 року. Він стрибнув з мосту, відомого на той час під назвою «Бранків міст».
Похований в столиці Сербії, Белграді на Новому цвинтарі.
На сьогодні організовано щорічну премію імені Бранко Чопича для письменників та поетів.
Також митцю встановлено пам'ятники в рідному Хашані, Бані-Луці та Герцег-Нові.